# Доэрти, Барбара
Барбара Доэрти (англ. Barbara Doherty, 2 декабря 1931 — 16 августа 2020, St. Mary-of-the-Woods, Индиана) — педагог и богослов; римско-католическая религиозная сестра, была участницей апостольской конгрегации Сестёр Провидения Сент-Мэри-оф-зе-Вудс. Она была президентом колледжа Сент-Мэри-оф-зе-Вудс в Индиане с 1984 по 1998 год. Другие её должности: директор Института религиозного образования при Католическом теологическом союзе в Чикаго, президент Конференции высшего образования Индианы и в национальных советах Конференции лидеров — религиозных женщин и Коалиции женских колледжей.

## Биография
Доэрти родилась 2 декабря 1931 года. Она училась в средней школе Провиденс в Чикаго, где познакомилась с сёстрами Провидения. После окончания школы, в 1951 году, она пошла послушницей к сёстрам Провидения. В 1953 году она принесла последние обеты и приняла религиозное имя сестры Винсент Феррер (позже Доэрти вернулась к использованию своего имени, данному при рождении).
Доэрти получила степень бакалавра латыни, английского языка и истории в колледже Сент-Мэри-оф-зе-Вудс; степень магистра Священного учения Колледжа Святой Марии в Индиане; и докторскую степень по богословию Фордхемского университета. Она также получила почётные степени доктора литературы Университета штата Индиана и Доминиканского университета.
В 1940-х и 1950-х годах Доэрти работала в Доме дружбы и на Skid Row в Чикаго. В 1963 году она начала работу по привлечению новых сестёр в своё собрание, а в 1964 году её назначили главной над послушницами. В этой роли она помогала прихожанкам пройти испытания, необходимые для религиозных женщин согласно Второму Ватиканскому собору.
В 1982 году Доэрти входила в состав руководящего комитета по основанию организации Women of Providence in Collaboration, ассоциации религиозных конгрегаций, связанных с сёстрами Провидения. Доэрти училась и читала лекции в Европе, Азии, Центральной Америке, Южной Америке и Полинезии и читала лекции о различных нехристианских религиях, включая индуизм и буддизм.
Доэрти была координатором Управления Святилища Святой Матери Теодоры Герен для Сестёр Провидения Сент-Мэри-оф-зе-Вудс с августа 2007 года по январь 2011 года. Она умерла 17 августа 2020 года. Виртуальные похороны были запланированы на 26 августа 2020 года.

## Труды
- I Am What I Do: Contemplation and Human Experience (1981)
- Make Yourself an Ark (1984)